# 김용민 (1976년)
김용민(金容民, 1976년 6월 5일~)은 대한민국 변호사 출신 정치인이다. 제21·22대 국회의원이다.
1976년 6월 5일 서울특별시 강북구에서 태어났다. 
2003년 45회 사법시험에 합격하고, 현대증권, 대신증권 소속 변호사로 활동하였다.
2013년 '나는 꼼수다' 일원이 공직선거법 위반으로 피소됐을 때 변호인으로 활동하였다.
2019년 조국 법무부 장관 시절 '법무·검찰개혁위원회 위원'으로 활동하였다.
2019년 8월 26일 더불어민주당에 입당했다. 2019년 12월 남양주시 병에 전략공천되어 국회의원 후보로 출마했으며 현역 의원인 주광덕 후보를 누르고 제21대 국회의원으로 당선되었다.
2021년 4월 20일 더불어민주당 지도부의 총사퇴로 인해 2021년 5월 2일 열린 더불어민주당 임시 전당대회에서 최고위원에 당선되었다.

## 학력
- 덕소국민학교(졸업)
- 덕소중학교(졸업)
- 영훈고등학교(졸업)
- 한양대학교 법학과(학사)
- 한국과학기술원 지식재산대학원 공학 석사

## 경력
- 2017년~2018년: 대검찰청 검찰개혁위원회 위원
- 2018년~2019년: 법무부 검찰과거사위원회 위원
- 2018년~2019년: 제2기 법무부 법무검찰개혁위원
- 2019년 3월~2020년 2월: 한양대학교 법학전문대학원 겸임교수
- 법무법인 가로수 변호사
- 2020년 4월 15일 대한민국 제21대 국회의원 선거 당선(경기 남양주시 병, 더불어민주당, 초선)
- 2020년 5월~: 더불어민주당 경기도당 남양주시 병 지역위원회 위원장
- 2020년 9월~2021년 4월: 더불어민주당 원내부대표
- 2021년 5월~2022년 3월: 더불어민주당 수석최고위원
- 2021년 5월~: 더불어민주당 미디어혁신특별위원회 위원장
- 2022년 10월~: 더불어민주당 경기도당 직능위원회 위원장
- 2023년 10월~: 더불어민주당 검찰독재정치탄압대책위원회 검사범죄대응태스크포스 팀장
- 2024년 5월~2025년 6월: 더불어민주당 원내정책수석부대표
- 2024년 4월 10일 대한민국 제22대 국회의원 선거 당선(경기 남양주시 병, 더불어민주당, 재선)

### 의정 활동
- 2020년 5월 30일~2024년 5월 29일: 제21대 국회의원(경기 남양주시 병, 더불어민주당, 초선)
  - 2020년 6월~2022년 5월: 제21대 국회 전반기 법제사법위원회 위원
  - 2020년 8월~2020년 9월: 제21대 국회 대법관(이흥구) 임명동의에 관한 인사청문특별위원회 위원
  - 2020년 9월~2021년 4월: 제21대 국회 전반기 국회운영위원회 위원
  - 2022년 7월~2024년 5월: 제21대 국회 후반기 산업통상자원중소벤처기업위원회 위원
  - 2023년 10월~2023년 11월: 제21대 국회 헌법재판소장(이종석) 임명동의에 관한 인사청문 특별위원회 위원
- 2024년 5월 30일~: 제22대 국회의원(경기 남양주시 병, 더불어민주당, 재선)
  - 2024년 6월~2025년 6월: 제22대 국회 전반기 법제사법위원회 위원
  - 2025년 7월~: 제22대 국회 전반기 법제사법위원회 간사

## 역대 선거 결과
|  | 50.07% |

|  | 54.58% |

## 소속 정당
| 소속 정당 | 소속 정당    | 소속 기간 | 비고      |
| --------- | ------------ | --------- | --------- |
|           | 더불어민주당 | 2019~현재 | 정계 입문 |

## 같이 보기
- 남양주시 병
- 남양주시의 국회의원